# Берни Сандерс
Берни Сандерс (енгл. Bernie Sanders; 8. септембар 1941) је амерички политичар. Као представник савезне државе Вермонт, постао је сенатор САД 2007. године, а пре тога је био и члан Представничког Дома САД. Већину свог политичког ангажмана је провео као независни политичар, уз повремену сарадњу са Демократском странком.
Био је главни противкандидат Хилари Клинтон за номинацију Демократске странке на изборима за председника САД 2016. године.
Сандерс се изјашњава као демократски социјалиста и прогресивац.

## Младост и образовање
Сандерс је рођен у пољско-јеврејској породици 8. септембра 1941. године у Бруклину, Њујорк. Заинтересовао се за политику у раној младости. У Другом светском рату многи од Сандерсових рођака су убијени у холокаусту, што је утицало на њега да схвати да је политика веома важна. Похађао је основну школу у П.С. 197 у Бруклину, где је освојио једно такмичење са кошаркашким тимом. Ишао је у средњу школу Џејмс Медисон, такође у Бруклину. Тада је изгубио своје прве изборе, завршивши последњи од три кандидата за председништво школског тела. Студирао је на Бруклинском колеџу од 1959. до 1960. године, пре него што је прешао на Универзитет у Чикагу и дипломирао политичке науке 1964. године.
Од 1968. године живи у Берлингтону, највећем граду Вермонта.

## Програм
У реалполитици Сандерс промовише социјалдемократски програм по узору на скандинавски модел, који подразумева универзално јавно доступно здравство и образовање, веће порезе за супербогате ради прерасподеле богатства, развијање механизама социјалне заштите, плаћено родитељско одсуство, повећање минималне плате, енергетску политику засновану на обновљивим изворима енергије ради заштите животне средине, доношење закона о контроли оружја, реформа имиграционог закона, те поштовање и развијање људских и мањинских права укључујући права ЛГБТ заједнице. Када је реч о спољној политици, Сандерс у великој мери подржава смањење војне потрошње, више дипломатије и међународне сарадње, и ставља већи нагласак на права радника и еколошка питања када се говори о међународним трговинским споразумима.

## Политички живот
Сандерсова политичка каријера је веома необична за неког америчког политичара. Од самих почетака ју одликује активизам:
- Скупљао је новац за корејску сирочад након Корејског рата 1950-их.
- Био је ухваћен због кршења прописа о расној сегрегацији.
- Марширао је на Вашингтон с Мартином Лутером Кингом.
- Још пре 40 година залагао се за пуна права ЛГБТ особа.
- Бранио је жртве америчког империјализма у Јужној Америци и путовао у Никарагву.
- Противник је свих реформи које смањују социјална давања.
- Целу политичку каријеру бори се за укидање смртне казне.
- Гласао је против укидања бесплатног образовања за затворенике.
- Побунио се против политике ММФ-а која осиромашује раднике.
- Водеће организације цивилног друштва оцењују га с рејтингом 93-97%.
- Гласао је против Патриот акта који због борбе против тероризма крши грађанска права.
- Противник је оба Ирачка рата.
- Путовао је у Костарику да брани потлачене раднике.
- Подржао је Џексона, првог црнца кандидата за предсједника САД.
- Противник је израелске политике према Палестини.
- Противник је полицијског насиља, посебно над црнцима.
- Бори се за права имиграната и лакши пут до држављанства САД.
- Залагао се за право гласа расних мањина.
- Бори се против дискриминације код запошљавања.
- Подржава декриминализацију марихуане.
- Представио је детаљан план за заустављање економске кризе у мањинским заједницама.
- Подржао бомбардовање СР Југославије 1999. године[11]

Три пута је као независни кандидат биран за градоначелника Берлингтона, највећег града у Вермонту, његовој матичној држави. Под Бернијем Берлингтон је постао први град у Сједињеним Америчким Државама који је имао програм друштвене станоградње. Покренуо је велики пројекат ревитализације "доњег града". Као градоначелник, водио је јавну кампању под слоганом "Берлингтон није на продају" и спречио претварање великог комплекса излетишта и паркова „Вотерфронт парк“ у пословни центар. У борби за трећи градоначелнички мандат победио је заједничког кандидата републиканаца и демократа. Након градоначелничке дужности изабран је као независни кандидат у Представнички дом Конгреса и после у Сенат где је данас независни сенатор с најдужим сенаторским стажом у историји Сједињених Америчких Држава и једини декларисани социјалиста у Сенату.
Током каријере је критикивао Демократску странку, али је повремено сарађивао са њеним члановима Конгреса. Када је 2007. године ступио у Сенат, прикључио се сенатском клубу демократа.

### Кампања за демократску номинацују на председничким изборима 2016.
Године 2015. се учланио у Демократску странку како би могао да учествује у трци за председника САД, те изазвао сензацију неочекиваним успесима у раном надметању за демократску номинацију, иако је унутарстраначке изборе изгубио.
У Вотерфронт парку, у Берлингтон Сандерс је објавио кандидатуру за председничку номинацију Демократске странке на малој хипи забави. Прве анкете нису му давале нити 5% гласова, а коментатори су истицали да нема никакве шансе, а веровало се да неће моћи прикупити нити средства за кампању.
Огроман број просечних Американаца никада није ни чуо за Бернија Сандерса који је кампању започео великим речима о борби против социјалне неједнакости, оживљавању средње класе, бесплатном здравству и школству, социјалној и пензионој сигурности и неопходности да се богаташи праведно опорезују и тим новцем плате социјални трошкови. Оно што је његовој кампањи дало моментум и невероватан успон у свим анкетама је аутентичност, јер за разлику од свих противкандидата за демократску номинацију на челу с Хилари Клинтон који су причали све и свашта у зависности од тренутка Сандерс већ скоро 50 година води исту борбу. Што више људи упознаје Сандерса, позитивно мишљење о њему као и подршка расту. Од почетка кампање до задње анкете, само је 10% људи изразило да има негативно мишљење о Сандерсу, и тај број није порастао како је све више људи упознавало Сандерса.
„Мислим да Американци воле аутентичност и мислим да је нема много у политици данас. Берни Сандерс, волели га или не, аутентичан је.“, изјавио је један новинар.
Основна порука коју Сандерс шаље јесте да су САД постале држава по мери богаташа, а не грађана и радника. Годинама је упорно истицао да су САД најбогатија држава у историји човечанства, али да имају од свих великих држава данас највећу социјалну неједнакост и да једине од свих индустријализованих држава не гарантују здравствену заштиту због чега десетине хиљада људи умире сваке године. Упозорио је да 1% најбогатијих зарађује више од свих осталих 99% заједно.
Следећи политику „Берлингтон није на продају“, Берни је кампању започео не слоганом, већ ставом „Берни није на продају“. Одбио је донације великих корпорација и ограничио прилоге на 250 долара. „Ситизенс јунајтед“ једна је од ствари на које Берние највише указује. Ради се о одлуци Уставног суда САД по којој је легално упумпавати неограничене износе у кампању. Сандерс је истакао да је то заправо куповање избора и негирање воље грађана, непримерено и непостојеће у било којем демократском друштво. Као политичку платформу за САД показао је на скандинавске земље и њихов систем. Кампању води с људима, на улицама, док се Хилари Клинтон вози у блиндираном џипу којег прати 7 полицијских аута. Корисници јутјуба су давали коментаре као што је: „Оно што волим код Бернија Сандерса је што када му поставиш питање, он одговори на то питање.“.
На самом почетку кампање Берни Сандерс је изненадио све. У прва 24 сата прикупио је 1.5 милион долара малих донација, од „обичних“ људи, више новца него три републиканска кандидата за номинацију заједно.

## Председничка кампања 2020.
Сандерс је 19. фебруара 2019. најавио да ће тражити номинацију Демократске странке за председника 2020. године. Одбио је номинацију Демократске партије Вермонта за амерички Сенат 2006, 2012. и 2018. године, што је довело до неуспешног правног оспоравања његове кандидатуре за демократску председничку номинацију 2016. Уз најаву своје кампање за 2019, рекао је да ће одбити нова владавина Демократске странке за председничке кандидате и да ће потврдити своје чланство у тој странци. Он је 5. марта 2019. потписао званичну изјаву, познату као „заклетва лојалности“, да је члан Демократске странке и да ће служити као демократа ако буде изабран. У новинским извештајима се наводи да је дан раније потписао папире да се кандидује као независни кандидат за поновни избор на место у Сенату 2024. године.
Сандерсов менаџер кампање био је Фаjз Шакир. Национални копредседавајући кампање били су суоснивач Бен & Џерија Бен Коен, представник Ро Кана, председница Наше револуције Нина Тарнер и градоначелница Сан Хуана Кармен Јулин Круз.

### Кампањске методе
С обзиром на висок национални профил који је Сандерс задржао од своје кампање 2016. године, НПР га је описао као „више није аутсајдерa“ када је најавио своју кампању за 2020. годину. Користећи велику листу е-поште коју је направиo током кампање 2016. године, кампања 2020. регрутовала је више од милион волонтера у року од неколико недеља од покретања. Ангажовао је неколико бивших запослених у Now This News-у да продуцирају професионалне видео снимке за широку дистрибуцију на друштвеним медијима, емитовао је различите форуме уживо милионима пратилаца на друштвеним мрежама и покренуо подкаст и апликацију за паметне телефоне за организовање на локалном нивоу.

### Прикупљање средстава
Сандерсова кампања за 2020. користила је многе од истих метода као и његов колега из 2016. године, избегавајући Супер PAC и ослањајући се претежно на доприносе у малим доларима. Према поднесцима Федералне изборне комисије, Сандерсова кампања је прикупила највише новца на демократском пољу 2020. од јуна 2019, укључујући новац који је остао од његових трка за Сенат 2018. и председничких трка 2016. У септембру 2019. Сандерсова кампања је постала најбржа у историји САД која је достигла милион донатора. 1. октобра 2019. кампања је објавила да је прикупила 25,3 милиона долара у трећем кварталу године, са просечном донацијом од 18 долара. То је била највећа тромесечна сума коју је прикупио било који демократски кандидат. Кампања је прикупила 34,5 милиона долара током четвртог квартала 2019. године.

### Анкете и вести
Сандерс се стално налазио између 15 и 20% у већини националних истраживања између маја и септембра 2019, према просеку RealClearPolitics. Ово га је ставило на одлучујуће друго место иза Џоа Бајдена све док Елизабет Ворен и Камала Харис нису сустигле у јулу. Од средине фебруара 2020. до почетка марта, Сандерс је био на првом месту на демократским предизборима испред Џоа Бајдена, а штампа га је описала као председничког кандидата странке.
Према анализи RealClearPolitics-а, Сандерс је од јануара до августа 2019. добио треће највише спомињања на Си-ен-ен-у, Фокс њузу и МСНБЦ-у, иза само Џоа Бајдена и Камале Харис. Бајден је, међутим, добио двоструко више помена од Сандерса и Хариса. Помињање Сандерса на ABC World News Tonight га је нашло на другом месту, иако је такође заостао за Бајденом са великом разликом. Помиње на интернету „одсликавају мало уравнотеженију слику“, при чему су и Сандерс и Елизабет Ворен трчали „врат-и-врат“ са Бајденом.

### Форуми и други наступи
Дана 6. априла 2019, Сандерс је учествовао у градској кући Фокс њуза која је привукла више од 2,55 милиона гледалаца. Његова одлука да се појави на Фоксу била је контроверзна с обзиром на одлуку Демократског националног комитета да не дозволи Фоксу да буде домаћин било које од његових дебата. Његово појављивање је довело до повећања гледаности Фокс њуза за 24% укупно и 40% у демографској групи од 25 до 54 године, надмашивши рејтинг свих других градских већа демократских председничких кандидата те године. Од септембра 2019. године, градска већница је имала више од 1,5 милиона прегледа на Јутјубу.
Дана 6. августа 2019, Сандерс се појавио на подкасту Џо Рогана. Неки су похвалили Рогана што је „водио прагматичну дискусију“, док су други „изгледали прилично запањени Сандерсовом одлуком да се уопште појави у емисији“. Након подкаста, Роган је постао топ-тренд тема на Твитеру. Након интервјуа са њим, Роган је рекао: „Ја нисам десничар... Интервјуисао сам десничаре. Ја сам 100% левичар... Берни Сандерс је имао много смисла за мене и ја бих 100% гласао за њега.“ Од октобра 2019. подкаст је имао више од десет милиона прегледа на Јутјубу.

### Председничке дебате
У децембру 2018. године, Демократски национални комитет (DNC) објавио је прелиминарни распоред за 12 званичних дебата које је одобрио DNC, а које би требало да почну у јуну 2019., са шест у 2019. и преосталих шест током прва четири месеца 2020. Током јула и у септембарским дебатама, коментатори су описали Сандерса и Елизабет Ворен да имају „пакт о ненападању“, истичући сличне прогресивне позиције за разлику од конзервативнијих кандидата. У дебати од 15. октобра, његовом првом појављивању од срчаног удара, дебатни тренер Тод Грахам дао је Сандерсов учинак А, што је његов највиши рејтинг од свих кандидата.
Си-ен-ен је био домаћин прве дебате 2020. у јануару са шест преосталих кандидата. Комодераторка Еби Филип је испитивала Сандерса и Ворена о тврдњама које је Ворен изнела да јој је приватно рекао да жена не може да победи Доналда Трампа. Филип је питала Сандерса: „Сенаторе Сандерс, пренео је јуче Си-Ен-Ен, а сенаторка Ворен је потврдила у изјави да сте јој 2018. рекли да не верујете да жена може да победи на изборима. Зашто сте то рекли?“ Игноришући Сандерсово снажно порицање, Филип је упитала Ворен: „Шта сте помислили када вам је Берни Сандерс рекао да жена не може да постане председник?“ У интервјуу након дебате, Сандерс је назвао смешним веровати да би сумњао у способност жене да освоји председничку функцију и приметио је да је жена већ победила на националном народном гласању, рекавши: „Уосталом, Хилари Клинтон је победила Доналда Трампа за 3 милиона гласова у 2016.“

### Обустава кампање
Сандерс је објавио да обуставља своју кампању 8. априла 2020. године. Он је изјавио да ће остати на гласачком листићу у преосталим државама и наставити да акумулира делегате са циљем да утиче на платформу Демократске странке. Сандерс је 14. априла подржао Бајдена. Бајден је одговорио: „Мислим да твоја подршка много значи. Много ми значи. Мислим да ће људи бити изненађени што смо раздвојени по неким питањима, али смо ужасно блиски по гомилу других. Требаћеш ми — не само да победим у кампањи, већ и да владам.“

## Изјаве
„Желим само рећи ово о својој политичкој каријери. Мислим да се мало људи неће сложити како је то најнеобичнија политичка каријера у Сенату САД. Нико није мислио да ћу бити изабран за градоначелника Берлингтона у Вермонту. Врло мало је људи веровало да ћу победити искусног републиканца са 16% предности и постати конгресмен из Вермонта. Људи нису били тако сигурно да ћу победити најбогатију особу у Вермонту и постати Сенатор САД. Зато, ја бих рекао, немојте ме потцењивати.“; „Кад мама и тата раде два или три посла, раде цели дан, а опет не могу детету платити факултет, нешто није уреду.“ „Нико ко ради 40 сати седмично не би требало да живи у сиромаштву.“; "Ми смо једина земља у индустријализованом свету која не гарантује здравствену заштиту. 45.000 људи сваке године умире зато што не могу ићи лекару.", неке су од Сандерсових изјава.

## Приватни живот
Два пута се женио и има четворо деце (трима је очух) и седморо унучади.